# Silene schimperiana
Silene schimperiana är en nejlikväxtart som beskrevs av Pierre Edmond Boissier. Silene schimperiana ingår i släktet glimmar, och familjen nejlikväxter. Inga underarter finns listade i Catalogue of Life.